# Righeira (album)
Righeira è il primo album in studio dell'omonimo duo musicale italiano, pubblicato il 28 settembre 1983 dalla CGD.

## Tracce
1. Tanzen mit Righeira – 5:31 (Johnson Righeira, Michael Righeira, Carmelo La Bionda, Michelangelo La Bionda)
2. Luciano Serra pilota – 3:27 (Johnson Righeira)
3. Gli parlerò di te – 4:19 (Johnson Righeira, Carmelo La Bionda)
4. No tengo dinero – 3:38 (Michael Righeira, Carmelo La Bionda, Michelangelo La Bionda)
5. Disco volante – 4:50 (Johnson Righeira, Carmelo La Bionda)
6. Jazz Musik – 3:48 (Hermann Weindorf)
7. Kon Tiki – 4:32 (Johnson Righeira, Karen McMichael)
8. Vamos a la playa – 3:39 (Johnson Righeira, Carmelo La Bionda)

## Formazione
Righeira
- Johnson Righeira – voce
- Michael Righeira – voce

Altri musicisti
- Hermann Weindorf – pianoforte, sintetizzatore
- Mats Björklund – chitarra
- Günter Gebauer – basso
- Curt Cress – batteria

Produzione
- La Bionda – produzione
- Hermann Weindorf – produzione
- Berthold Weindorf – missaggio
- Ben Fenner – missaggio